# یواس‌اس استریون (ای‌کی-۱۰۰)
یواس‌اس استریون (ای‌کی-۱۰۰) (به انگلیسی: USS Asterion (AK-100)) یک کشتی بود که طول آن ۳۸۲ فوت ۲ اینچ (۱۱۶٫۴۸ متر) بود. این کشتی در سال ۱۹۱۲ ساخته شد.